# Station Rolduc Lokaal
Station Rolduc Lokaal was een halte aan de spoorlijn Sittard - Herzogenrath. 
De halte werd geopend op 1 november 1896 en werd gebruikt voor bewoners en bezoekers van het seminarie van de Abdij Rolduc. Ze lag echter 100 meter over de grens in Duitsland. De halte werd op 5 juni 1925 gesloten.

## Verwijzingen
- Stationsweb - Stopplaats Rolduc

Beek-Elsloo ·
Blerick · 
Bunde · 
Chevremont · 
Echt ·
Eijsden ·
Eygelshoven ·
-Markt · 
Geleen:
-Lutterade · 
-Oost · 
Heerlen ·
-Woonboulevard ·
Hoensbroek · 
Horst-Sevenum · 
Houthem-Sint Gerlach · 
Kerkrade Centrum ·
Klimmen-Ransdaal · 
Landgraaf · 
Maastricht ·
-Noord · 
-Randwyck · 
Meerssen ·
Mook-Molenhoek ·
Nuth · 
Reuver · 
Roermond ·
Schin op Geul · 
Schinnen · 
Sittard · 
Spaubeek · 
Susteren · 
Swalmen · 
Tegelen · 
Valkenburg · 
Venlo · 
Venray ·
Voerendaal · 
Weert
Voormalige stations: zie de lijst van voormalige spoorwegstations in Limburg (Nederland)